# Simulium bravermani
Simulium bravermani es una especie de insecto del género Simulium, familia Simuliidae, orden Diptera.
Fue descrita científicamente por Beaucournu-Saguez, 1986.